# Липтовский сыр

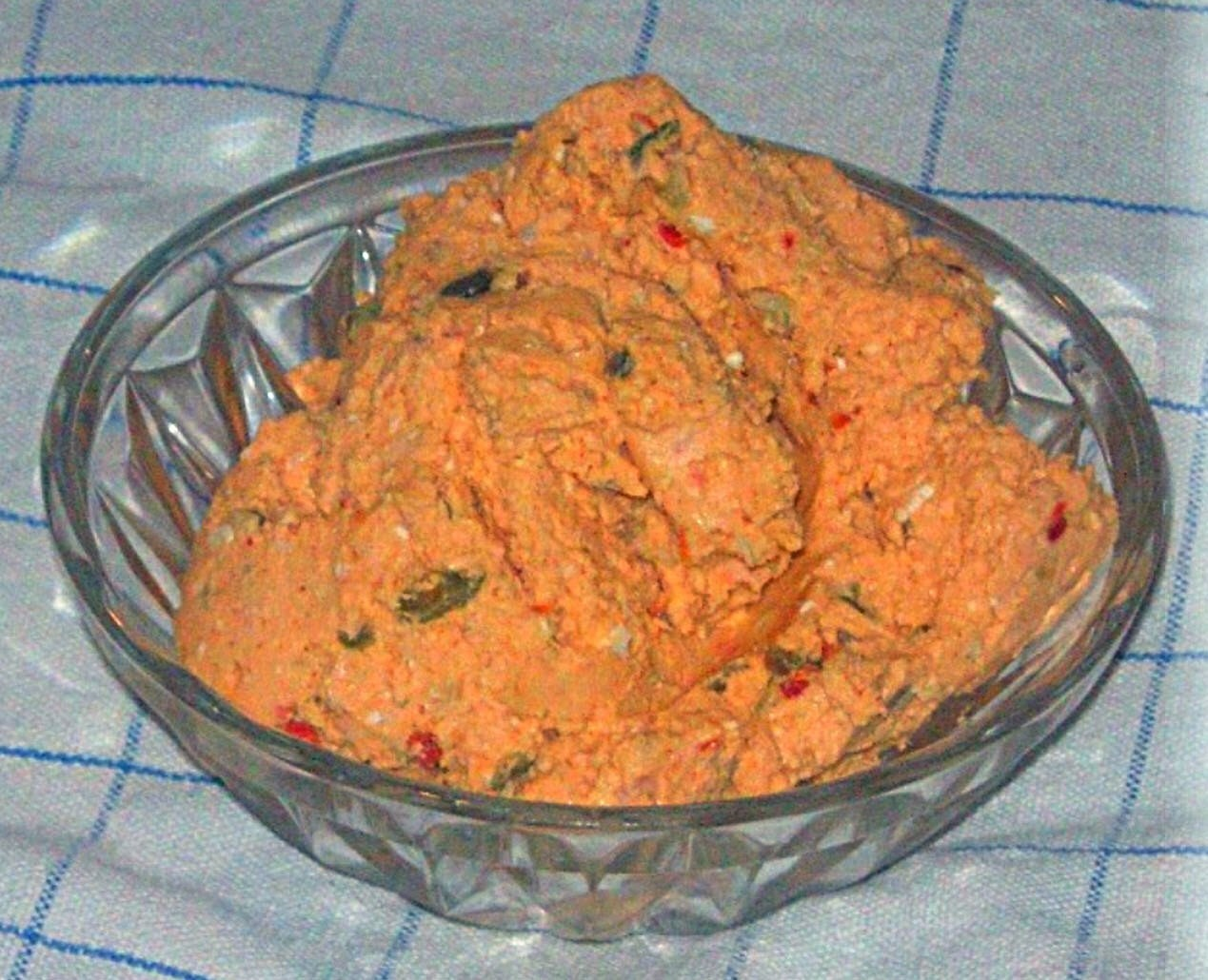
Липтовский сыр

Ли́птовский сыр (словац. Liptovská nátierka, bryndzová nátierka, липта́уский сыр, липта́уская брынза, липта́уэр нем. Liptauer, венг. Körözött) — традиционное закусочное блюдо в Австрии, Венгрии и Словакии, встречается также в Германии. Пикантный сырный продукт мажущейся консистенции и оранжевого цвета готовят на основе овечьей брынзы или творога со взбитым сливочным маслом. Липтауэр приправляют мелко рубленным репчатым луком, паприкой и молотым чёрным перцем.
Главным отличием липтовского сыра от родственных ему более мягкого майнцского шпундекеса и более пряной баварской обацды является использование солёного сыра, брынзы. Во времена Австро-Венгрии Липтов поставлял в Вену солёную брынзу для признанного в столице своим липтауэра в больших количествах. «Гастрономический лексикон» в 1908 году сообщал, что сыр из Липтова в Вене продавали в бочонках, его можно было есть без ничего или смешивать со сливочным маслом. Липтауэр, приготовленный по современным рецептам, назывался в то время «гарнированным». Спустя две мировые войны поставки через железный занавес стали невозможны, и австрийцы попытались заместить брынзу в липтауэре творогом из коровьего молока, для чего потребовались дополнительные ингредиенты: рубленые каперсы, анчоусы, лук скорода, молотый тмин, горчица, сметана, размятый варёный яичный желток, светлое пиво и солёные огурцы. Липтовский сыр считается в Австрии классическим холодным блюдом, и каждая австрийская хозяйка хранит в секрете фирменный рецепт его приготовления, унаследованный от прабабушки из Венгрии или Чехии. В одном из рецептов 1950-х годов липтауэр рекомендуется выкладывать в стеклянную миску, украсить рубленым зелёным луком и подавать к нему чёрный хлеб. Липтауэр — типичная закуска, подаваемая к молодому вину в хойригерах, по его качеству знатоки оценивают уровень самого заведения.
Как признавалась в одном из интервью лингвист Рут Клюгер, для неё, урождённой венки и заключённой Терезиенштадта, эмигрировавшей в США, липтауэр наряду с малиновым соком и взбитыми сливками из венских кофеен был деликатесом и остался символом её беззаботного детства, прерванного аншлюсом Австрии.